# Jordi Porta i Ribalta
Jordi Porta i Ribalta (Barcelona, 1 de juliol de 1936 - 14 de juny de 2023) va ser un filòsof i activista cultural català. Va presidir Òmnium Cultural, la Fundació Jaume Bofill, el Centre UNESCO de Catalunya i la Fundació Enciclopèdia Catalana.

## Biografia
Després de fer els estudis elementals es posa a treballar el 1950 i cursa el batxillerat superior nocturn en tornar del servei militar el 1959. Es llicencia en filosofia per la Universitat de Barcelona del 1963 al 1967. Mercès a una beca, amplia estudis a Nanterre (França) del 1967 al 1970. Director de la Fundació Jaume Bofill del 1971 al 2001. El 2002 va guanyar les eleccions a Òmnium Cultural, entitat que presidí fins a juliol de 2010, quan el va rellevar en el càrrec Muriel Casals i Couturier. Va ser també dirigent de l'escoltisme català, en concret de la Delegació Diocesana d'Escoltisme, de Minyons Escoltes i Guies de Catalunya de Catalunya i de la Federació Catalana d'Escoltisme i Guiatge.
Va ser president de l'Opinió Catalana i de la Coordinadora Catalana de Fundacions, membre de Patronat del Consell de la Informació de Catalunya, membre del Consell Assessor del Patronat Català Pro Europa i coordinador d'activitats de l'associació Cristianisme Segle XXI. També va ser síndic de greuges de la Universitat Autònoma de Barcelona i membre del patronat de la Fundació Enciclopèdia Catalana, del consell editorial del diari Avui, del consell editorial d'Edicions 62 i del consell consultiu de la Plataforma per la Llengua. Fou membre del consell assessor de la Fundació Centre d'Estudis Jordi Pujol, i des del 18 de gener de 2011 fins al 2016 va presidir la Fundació Enciclopèdia Catalana, de la qual havia sigut vicepresident primer.

## Obres
- Anys de referència (Columna 1997), amb la qual va guanyar el premi d'assaig de la Fundació Ramon Trias Fargas. ISBN  8483004054
- El català, o ara o mai (Angle Editorial 2005).
- He tingut sort amb la gent que he conegut. Una petita crònica personal (Fundació Jaume Bofill / Òmnium / Grup Enciclopèdia 2009).

## Premis i reconeixements
- 2010 - Creu de Sant Jordi de la Generalitat de Catalunya[7]
- 2010 - Premi Memorial Francesc Macià[8]
- 2013 - Doctorat honoris causa de la Universitat Autònoma de Barcelona. La laudatio va ser pronunciada per Josep Maria Vallès i Casadevall.